# Solhan
Solhan là một huyện thuộc tỉnh Bingöl, Thổ Nhĩ Kỳ. Huyện có diện tích 1220 km² và dân số thời điểm năm 2007 là 32945 người, mật độ 27 người/km².